# Viggó Kristjánsson
Viggó Kristjánsson (Reykjavik, 9 de diciembre de 1993) es un jugador de balonmano islandés que juega de lateral derecho en el HC Erlangen de la Bundesliga. Es internacional con la selección de balonmano de Islandia.
Su primer gran campeonato con la selección fue el Campeonato Europeo de Balonmano Masculino de 2020.

## Clubes
| Club                  | País      | Año         |
| --------------------- | --------- | ----------- |
| Grotta HB             | Islandia  | 2010 - 2016 |
| Randers HH            | Dinamarca | 2016 - 2017 |
| SG Handball West Wien | Austria   | 2017 - 2019 |
| HSG Wetzlar           | Alemania  | 2019 - 2020 |
| TVB 1898 Stuttgart    | Alemania  | 2020 - 2022 |
| SC DHfK Leipzig       | Alemania  | 2022 - 2025 |
| HC Erlangen           | Alemania  | 2025 - Act. |